# Erramala
Die Erramala-Hügel (Telugu ఎఱ్ఱమల) sind eine niedrige Hügelkette in Süd-Indien, im Distrikt Nandyal des Bundesstaates Andhra Pradesh. Sie gehören zu den Ostghats und erstrecken sich über das Dekkan-Plateau von Osten nach Westen. Dabei trennen sie das Einzugsgebiet des Pennar-Flusses im Süden von dem des Krishna im Norden. Die Hügelkette setzt sich auch entlang des Pennar weiter fort bis nach Kadapa.
Die Hügel waren seit der Kolonialzeit ein beliebter Ort für die Sommerfrische der Beamten und auch von Missionaren wie Lesslie Newbigin. In den letzten Jahrzehnten wurden im Gebiet von Jwalapuram bedeutende archäologische Funde gemacht.
Es gibt einige beliebte Touristenattraktionen:
- Belum-Höhlen (బెలుం కేవ్స్)
- Yadiki-Höhlen
- Yaganti (యాగంటిపల్లె)
- Gandikota
- Kalva Bugga
- Kolimigundla
- Tadipatri
- Orvakal-Felsen
- Kethavaram-Felszeichnungen
- Banaganapalli
- Owk (ఒవక్)

Im Osten schließen sich die höheren Nallamala-Berge an.

## Galerie

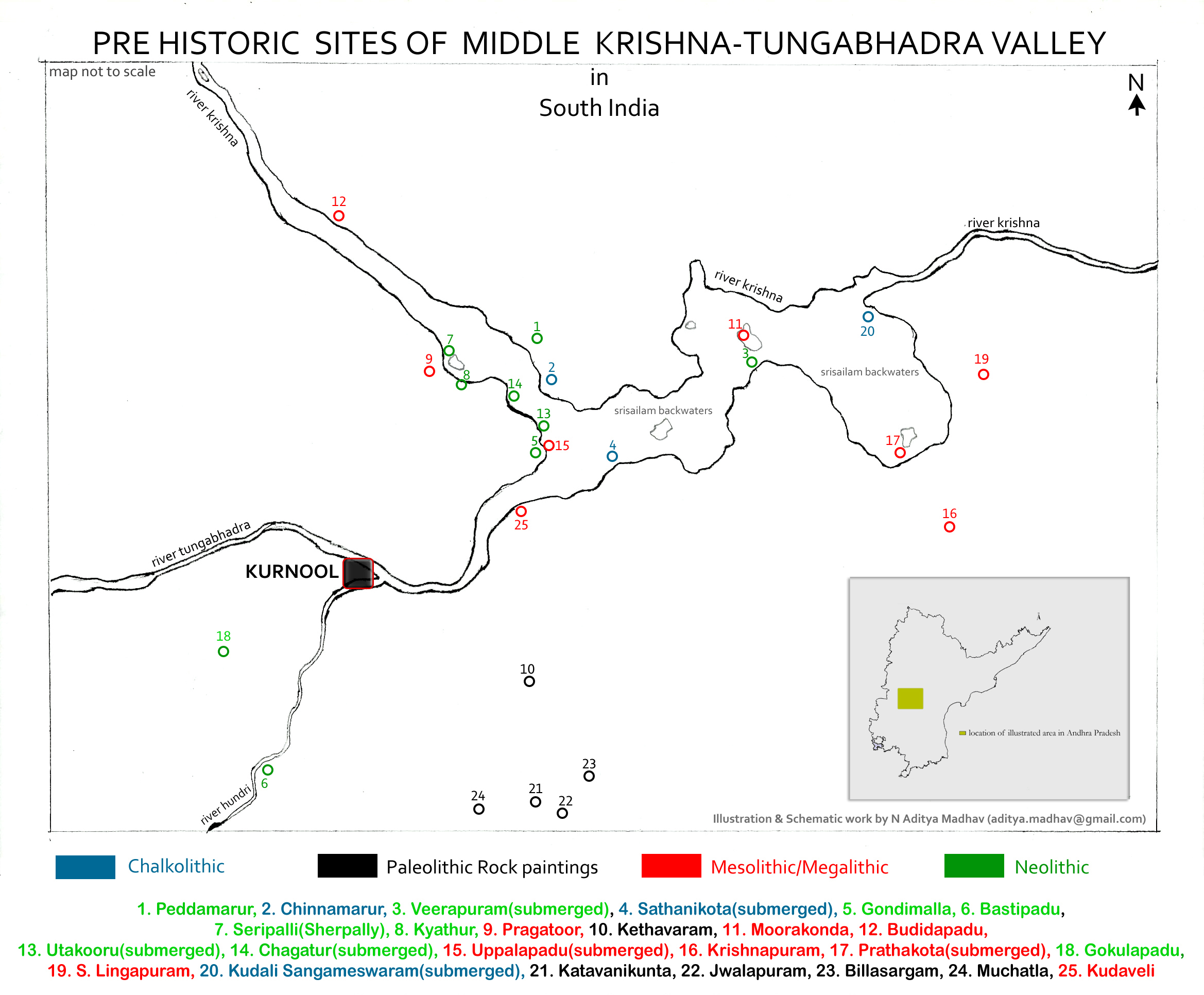
Prähistorische Krishna-Tungabhadra Valley-Lagerplätze
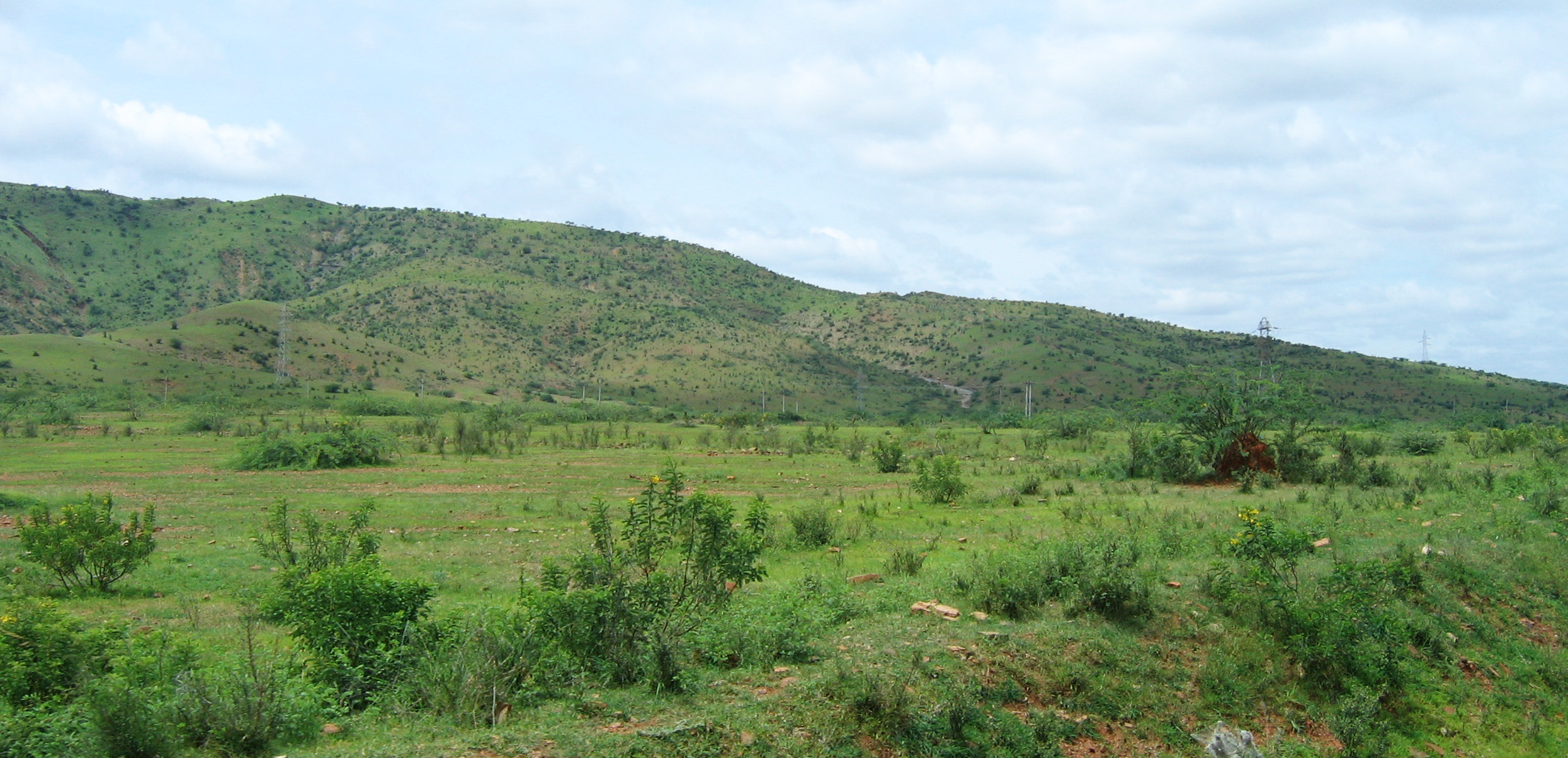